# Caryophyllia balaenacea
Caryophyllia balaenacea är en korallart som beskrevs av Zibrowius och Gili 1990. Caryophyllia balaenacea ingår i släktet Caryophyllia och familjen Caryophylliidae. Inga underarter finns listade i Catalogue of Life.